# Chico Adnet
Chico Adnet (Rio de Janeiro, 22 de outubro de 1960) é um cantor, instrumentista, arranjador e compositor brasileiro. É irmão do compositor e violinista Mario Adnet e das cantoras Maucha Adnet e Muiza Adnet. Iniciou sua carreira como integrante no grupo vocal Céu da Boca entre os anos de 1979 até 1983. Já trabalhou com os músicos Cesar Camargo Mariano, Edu Lobo, Chico Buarque.
É pai do humorista Marcelo Adnet.

## Discografia
- (2018) Piano
- (2011) Alma do Brasil (Chico Adnet)[2]
- (1983) Afinidades (Pedro Caetano) - participação
- (1982) Baratotal (Céu da Boca)
- (1981) Céu da Boca (Céu da Boca)